# Marco Richter (calciatore)
Marco Richter (Friedberg, 24 novembre 1997) è un calciatore tedesco, attaccante del Darmstadt, in prestito dal Magonza.
Nell'estate del 2019 viene indicato dall'UEFA come uno dei 50 giovani più promettenti per la stagione 2019-2020.

## Caratteristiche tecniche
È una mezzapunta.

## Carriera
Cresciuto nelle giovanili del Ried e Bayern Monaco, nel 2012 viene acquistato dall'Augusta che lo aggrega alla formazione delle riserve.
Il 14 ottobre 2017 in occasione del match pareggiato 2-2 contro l'Hoffenheim fa il suo esordio fra i professionisti, mentre il 4 febbraio 2018 sigla la sua prima rete con i Fuggerstädter in occasione di una partita contro l'Eintracht Francoforte.
Nell'estate del 2021 passa all'Herta Berlino a titolo definitivo, facendo il suo esordio contro il Colonia nella prima giornata della Bundesliga 2021-2022. Il 18 dicembre 2021 segna una doppietta nella vittoria per 3-2 sul Borussia Dortmund.
Il 12 luglio 2022, viene resa pubblica la notizia di un tumore ai testicoli diagnosticato all'attaccante tedesco

## Statistiche

### Presenze e reti nei club
Statistiche aggiornate al 2 marzo 2025.
| Stagione              | Squadra               | Campionato            | Campionato | Campionato | Coppe nazionali | Coppe nazionali | Coppe nazionali | Coppe continentali | Coppe continentali | Coppe continentali | Altre coppe | Altre coppe | Altre coppe | Totale | Totale |
| Stagione              | Squadra               | Comp                  | Pres       | Reti       | Comp            | Pres            | Reti            | Comp               | Pres               | Reti               | Comp        | Pres        | Reti        | Pres   | Reti   |
| --------------------- | --------------------- | --------------------- | ---------- | ---------- | --------------- | --------------- | --------------- | ------------------ | ------------------ | ------------------ | ----------- | ----------- | ----------- | ------ | ------ |
| 2014-2015             | Augusta II            | RL                    | 1          | 1          | -               | -               | -               | -                  | -                  | -                  | -           | -           | -           | 1      | 1      |
| 2015-2016             | Augusta II            | RL                    | 18+2       | 7          | -               | -               | -               | -                  | -                  | -                  | -           | -           | -           | 20     | 7      |
| 2016-2017             | Augusta II            | RL                    | 27         | 24         | -               | -               | -               | -                  | -                  | -                  | -           | -           | -           | 27     | 24     |
| 2017-2018             | Augusta II            | RL                    | 14         | 9          | -               | -               | -               | -                  | -                  | -                  | -           | -           | -           | 14     | 9      |
| 2020-2021             | Augusta II            | RL                    | 1          | 1          | -               | -               | -               | -                  | -                  | -                  | -           | -           | -           | 1      | 1      |
| Totale Augusta II     | Totale Augusta II     | Totale Augusta II     | 61+2       | 42         |                 | -               | -               |                    | -                  | -                  |             | -           | -           | 63     | 42     |
| 2017-2018             | Augusta               | BL                    | 12         | 1          | CG              | 0               | 0               | -                  | -                  | -                  | -           | -           | -           | 12     | 1      |
| 2018-2019             | Augusta               | BL                    | 25         | 4          | CG              | 4               | 1               | -                  | -                  | -                  | -           | -           | -           | 29     | 5      |
| 2019-2020             | Augusta               | BL                    | 31         | 4          | CG              | 1               | 0               | -                  | -                  | -                  | -           | -           | -           | 32     | 4      |
| 2020-2021             | Augusta               | BL                    | 29         | 3          | CG              | 0               | 0               | -                  | -                  | -                  | -           | -           | -           | 29     | 3      |
| Totale Augusta        | Totale Augusta        | Totale Augusta        | 97         | 12         |                 | 5               | 1               |                    | -                  | -                  |             | -           | -           | 102    | 13     |
| 2021-2022             | Hertha Berlino        | BL                    | 30+1       | 5          | CG              | 2               | 1               | -                  | -                  | -                  | -           | -           | -           | 33     | 6      |
| 2022-2023             | Hertha Berlino        | BL                    | 29         | 6          | CG              | 0               | 0               | -                  | -                  | -                  | -           | -           | -           | 29     | 6      |
| lug.-ago. 2023        | Hertha Berlino        | 2L                    | 3          | 0          | CG              | 1               | 2               | -                  | -                  | -                  | -           | -           | -           | 4      | 2      |
| Totale Hertha Berlino | Totale Hertha Berlino | Totale Hertha Berlino | 62+1       | 11         |                 | 3               | 3               |                    | -                  | -                  |             | -           | -           | 66     | 14     |
| 2023-2024             | Magonza               | BL                    | 20         | 1          | CG              | 1               | 0               | -                  | -                  | -                  | -           | -           | -           | 21     | 1      |
| 2024-2025             | Amburgo               | 2L                    | 27         | 1          | CG              | 1               | 0               | -                  | -                  | -                  | -           | -           | -           | 28     | 1      |
| Totale carriera       | Totale carriera       | Totale carriera       | 270        | 67         |                 | 10              | 4               |                    | -                  | -                  |             | -           | -           | 280    | 71     |